# نيل بروكس بيغرز الابن
نيل بروكس بيغرز الابن (بالإنجليزية: Neal Brooks Biggers Jr.)‏ هو محامي وقاضي وضابط أمريكي، ولد في 1 يوليو 1935 في كورينث في الولايات المتحدة.